# Wilson Bay
Wilson Bay är en vik i Kanada.   Den ligger i territoriet Nunavut, i den östra delen av landet, 2 200 km nordväst om huvudstaden Ottawa.
Trakten runt Wilson Bay består i huvudsak av gräsmarker.